# ماري إليزه مور
ماري إليزه مور (بالإنجليزية: Mary Elsie Moore)‏ هي نجمة اجتماعية أمريكية، ولدت في 22 أكتوبر 1889 في بروكلين في الولايات المتحدة، وتوفيت في 21 ديسمبر 1941 في نيويورك في الولايات المتحدة.